# Prunella (gènere)
|  | Aquest article tracta sobre un gènere de plantes. Vegeu-ne altres significats a «Prunèl·lids». |

Les prunel·les (Prunella) són un gènere d'angiospermes herbàcies no aromàtiques pertanyent a la família de les lamiàcies. Aquest gènere consta d'entre 13 i 23 espècies

## Etimologia
Prové de les paraules del llatí medieval brunella i prunella, ambdues emprades per designar aquesta mateixa espècie. Segons pareix, aquest mot esdevé de l'entrecreuament del mot del llatí baix brunus (bru, morè) i el derivat en -ella del llatí pruna (brasa, sutge), s'ha volgut relacionar amb el mot alemany bräune (angines). C. Bauhin (1623) va dir "La brunella va rebre dit nom pel seu efecte, donat que serveix com a remei per a les afeccions de gola i llengua, que els alemanys anomenen brune". Encara que no cal oblidar l'existència del llatinisme prunella (aranyoner, aranyó) diminutiu de prunum (pruna).

## Hàbitat i distribució
És un gènere molt estés a l'hemisferi nord, comprén espècies natives d'Europa, Amèrica del Nord, Àsia i Àfrica del Nord. Als Països Catalans hi són autòctones les següents espècies: P. hyssopifolia (de distribució boreomediterrània), P. laciniata (de distribució latemediterrània), P. vulgaris (subcosmopolita, present al llarg Euràsia, Àfrica del Nord i Nord-amèrica) i P. grandiflora (nativa d'Europa, i contrades mediterrànies humides).

## Descripció
Plantes herbàcies, perennes i rizomatoses. Les tiges són de secció quadrada (com la majoria d'espècies de la tribu Mentheae) i glabres o piloses, a vegades els pèls es localitzen només a les arestes. Les fulles són simples, senceres, serrades o laciniades, glabres o piloses. La inflorescència és una espiga terminal densa, pedunculada o no, generalment amb sis flors per verticil·lastre. Les bràctees es troben imbricades, amplament ovades, acuminades o sagitada. Les flors són curtament pedicelades. El calze és zigomorf, acrescent, tubular, amb deu nervis, a vegades amb dues quilles laterals. El tub no presenta carpostegi. El llavi superior està moderadament truncat, acabat en tres apicles. El llavi inferior té dues dents triangulars, corbats cap amunt. La corol·la és bilabiada amb el tub cònic, llavi superior còncau i arrodonit, i l'inferior corbat cap avall, còncau a l'extrem, amb lòbuls laterals truncats obliquament. Presenten quatre estams didínams exserts i amb el filament pedunculat. L'estigma és bifi. El fruit són núcules ovoides, apiculars o arrodonides.
La fórmula floral és K (5) [C (2+3) A 2+2] G (2)

## Usos

### Medicina
La composició química de les plantes del gènere Prunella està formada principalment per triterpenoides, saponines, àcids fenòlics, esterols i glucòsids, flavonoides, coumarines, àcids orgànics, olis essencials i sacàrids. D'aquests compostos, els triterpenoides i les seues saponines, els àcids fenòlics, els flavonoides i els polisacàrids són els components actius principals. Tradicionalment s'atribueixen propietats antisèptiques i antibacterianes, i són efectives en casos d'intoxicacions alimentàries. Es fan servir en la medicina xinesa tradicional.
La composició química general del gènere Prunella és la següent, encara que la majoria d'aquestes anàlisis químiques s'han realitzar sobre P. vulgaris i P. grandiflora:
- Triterpenoides (64): format per sapogenines (47) i saponines (17).
- Àcids fenòlics: compost per àcid rosmarínic, àcid rosmarínic 3'-glucòsid i altres compostos més senzills (coumarines, esculetina, escopoletina i umbeliferona).
- Esteroides: β-silosterol, estigmasterol, epinasterol, Δ-7-estigmasterol i els seus glicòsids.
- Flavonoides: quercetina, rutina, luteolina, kaempferol, antocianina i delfinidina.
- Àcids orgànics (16): majoritàriament, àcids fenòlics i àcids grassos de cadena llarga (àcid linoleic i àcid palmític).
- Olis essencials (30-40): càmfora, germacè D, α-pinè, β-elemene, β-carofilè, fenilacetaldehid, monoterpens hidrocarbonats, sesquiterpens, alcohols, aldehids alifàtics i aldehids.
- Glúcids: principalment polisacàrids sulfatats (~10KDa) compostos per glucosa i galactosa com a monòmers, i menys freqüentment per manosa, àcid galacturònic, xilosa, ramnosa i arabinosa.

### Gastronomia
Les fulles i les flors són mengívoles. És recomanable collir els brots tendres abans la floració. Tradicionalment, s'ha consumit en cru o cuit. El sabor és paregut a l'encisam romà. Es tracta d'una verdura versàtil que poden formar part d'amanides, sopes, guisats o usada com una espècia. Les fulles, acabades de picar, seques o moltes, es poden remullar en aigua freda per fer una beguda refrescant.

## Taxonomia
El gènere conté 13 espècies acceptades (comptant híbrids naturals) i 10 espècies més de classificació dubtosa.
| - Prunella albanica Pénzes (Albània) - Prunella × bicolor Beck (=P. grandiflora x P. vulgaris) - Prunella × codinae Sennen (=P. hyssopifolia x P. laciniata) - Prunella cretensis Gand. (Illa de Creta) - Prunella grandiflora (L.) Scholler - prunel·la grandiflora (lateeuropea) - Prunella × gentianifolia Pau (P. hyssopifolia x P. vulgaris) - Prunella hyssopifolia L. - prunel·la hissopifòlia (boreomediterrània o submediterrània) - Prunella × intermedia Link (P. laciniata x P. vulgaris) - Prunella laciniata L. - prunel·la blanca (lateeuropea i mediterrània) - Prunella orientalis Bornm. (Pròxim orient) - Prunella prunelliformis (Maxim.) Makino (Japó) - Prunella × surrecta Dumort. (P. grandiflora x P. vulgaris) - Prunella vulgaris L. - prunel·la vulgar (subcosmopolita, zones temperades d'Euràsia, Àfrica del Nord i Amèrica del Nord) | - Prunella coerulescens Lojac. - Prunella × dissectifolia Sennen - Prunella × emporitana Sennen - Prunella × fontqueri Pau - Prunella lanceolata Barton - Prunella longifolia Wender. - Prunella marcailhouana Sennen - Prunella paninii Sennen - Prunella pienina Ullep. - Prunella webbiana N.Taylor |

## Galeria d'imatges

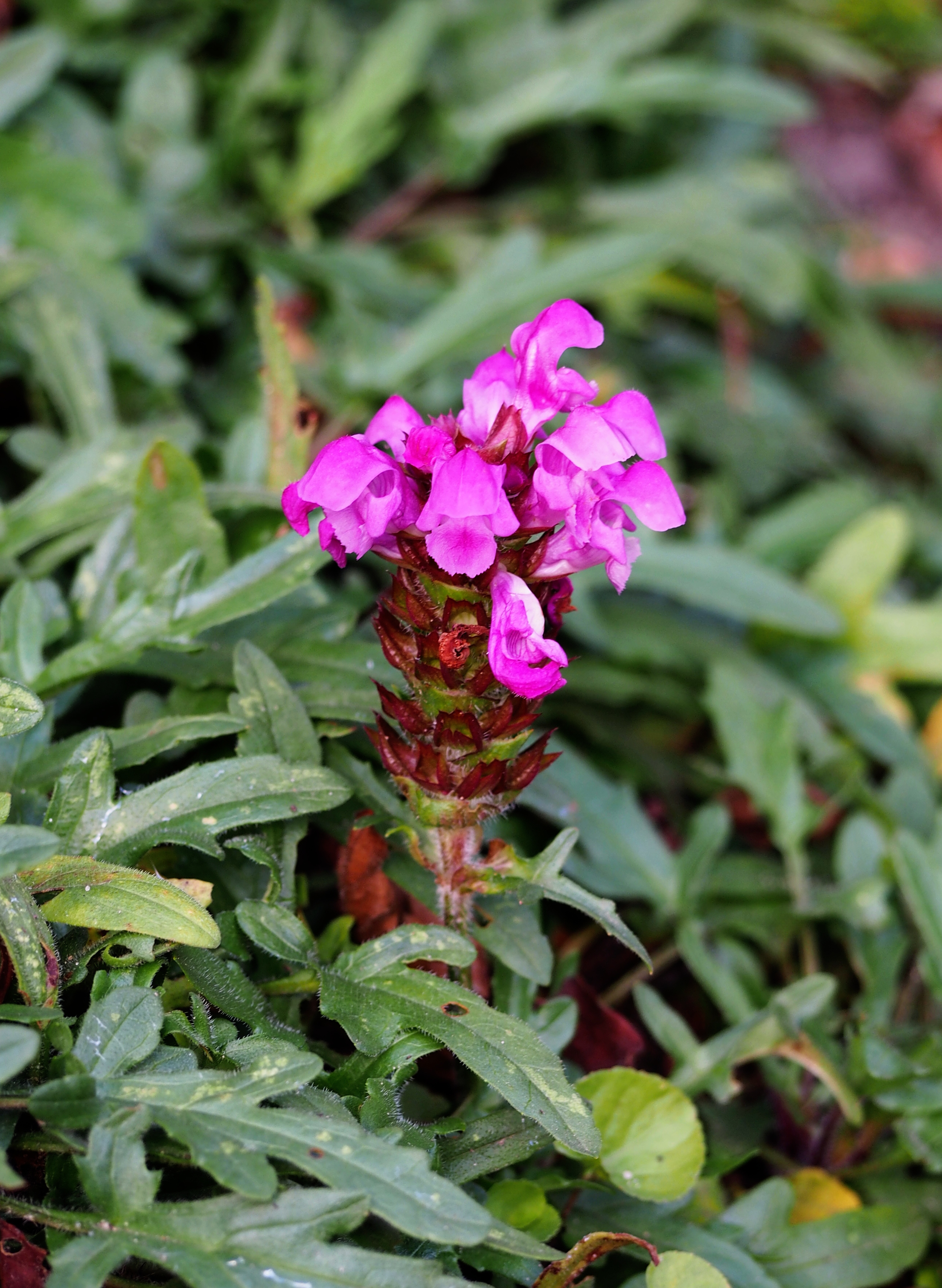
Prunella x bicolor (Prunella grandiflora x Prunella laciniata)
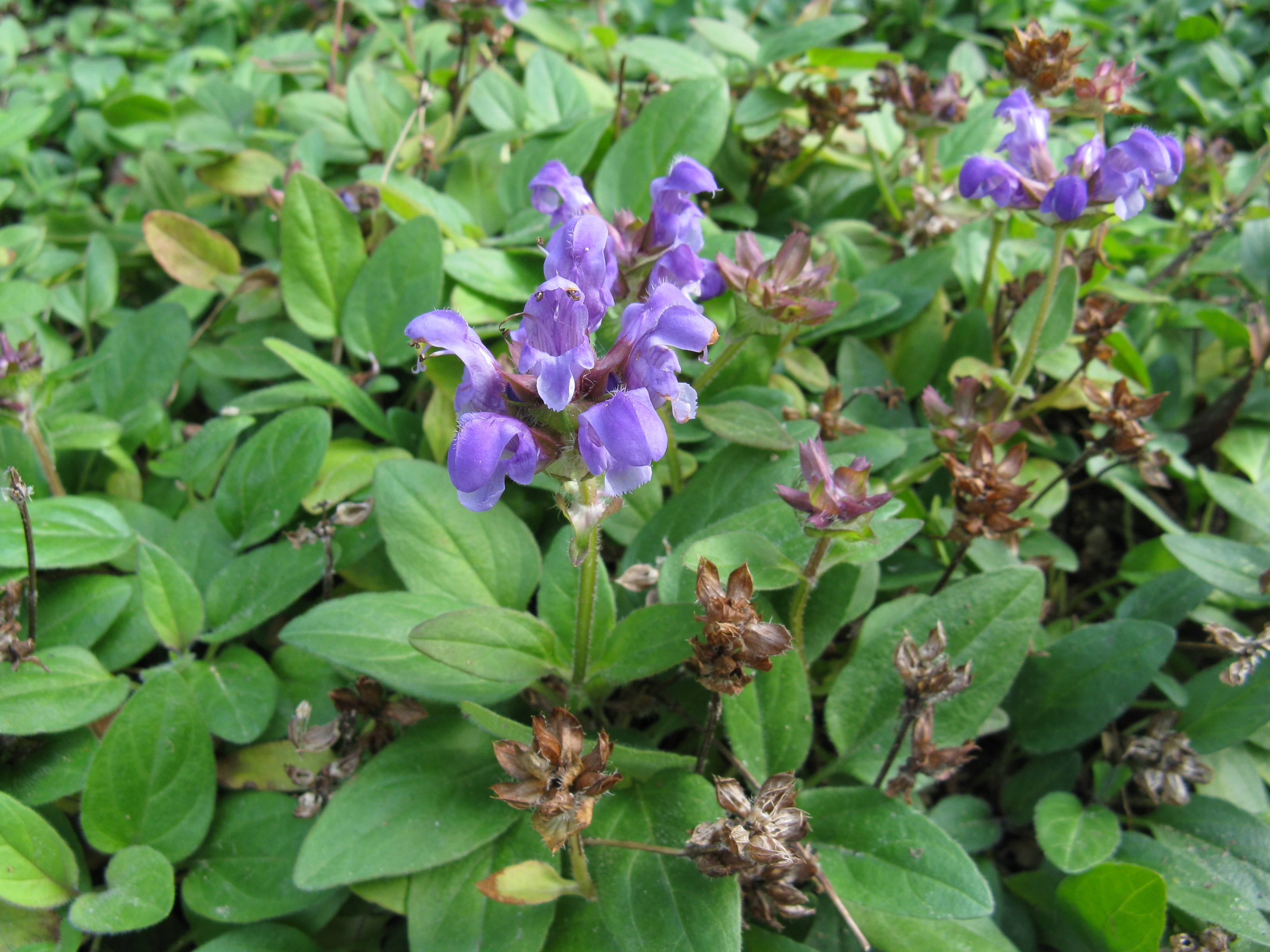
Prunel·la grandiflora
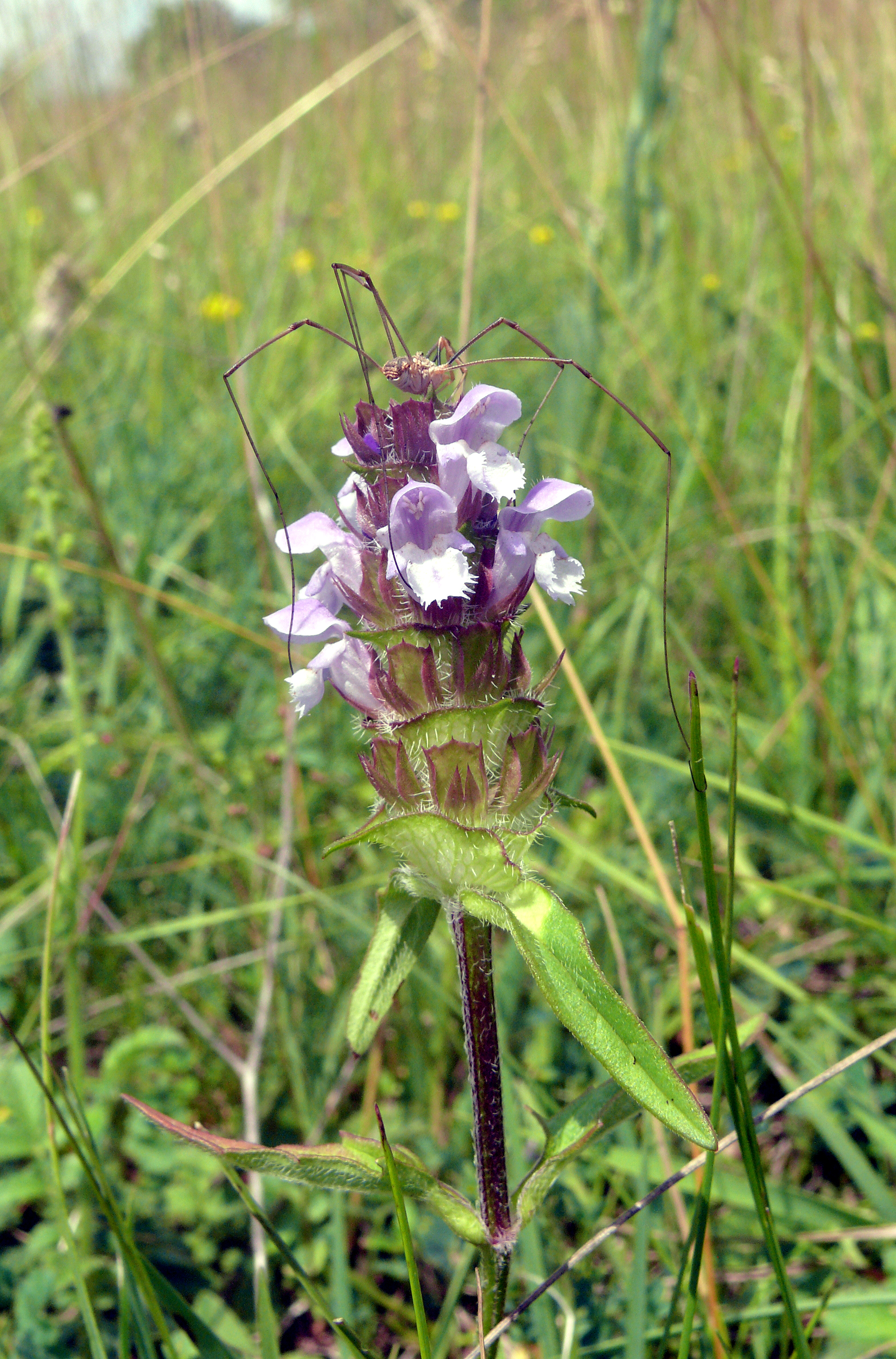
Prunella x intermedia (Prunella laciniata x Prunella vulgaris)
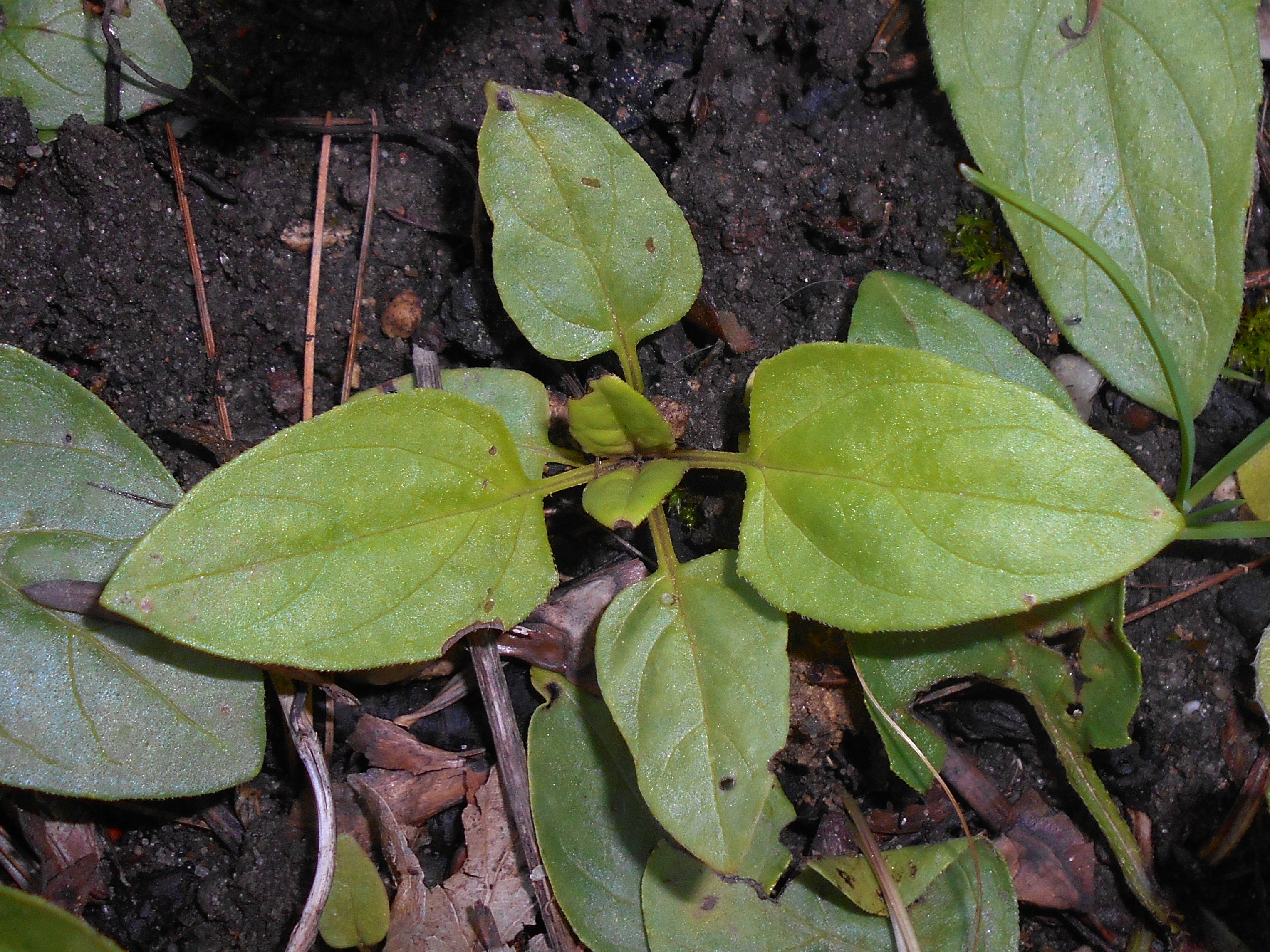
Plançons de prunel·la blanca
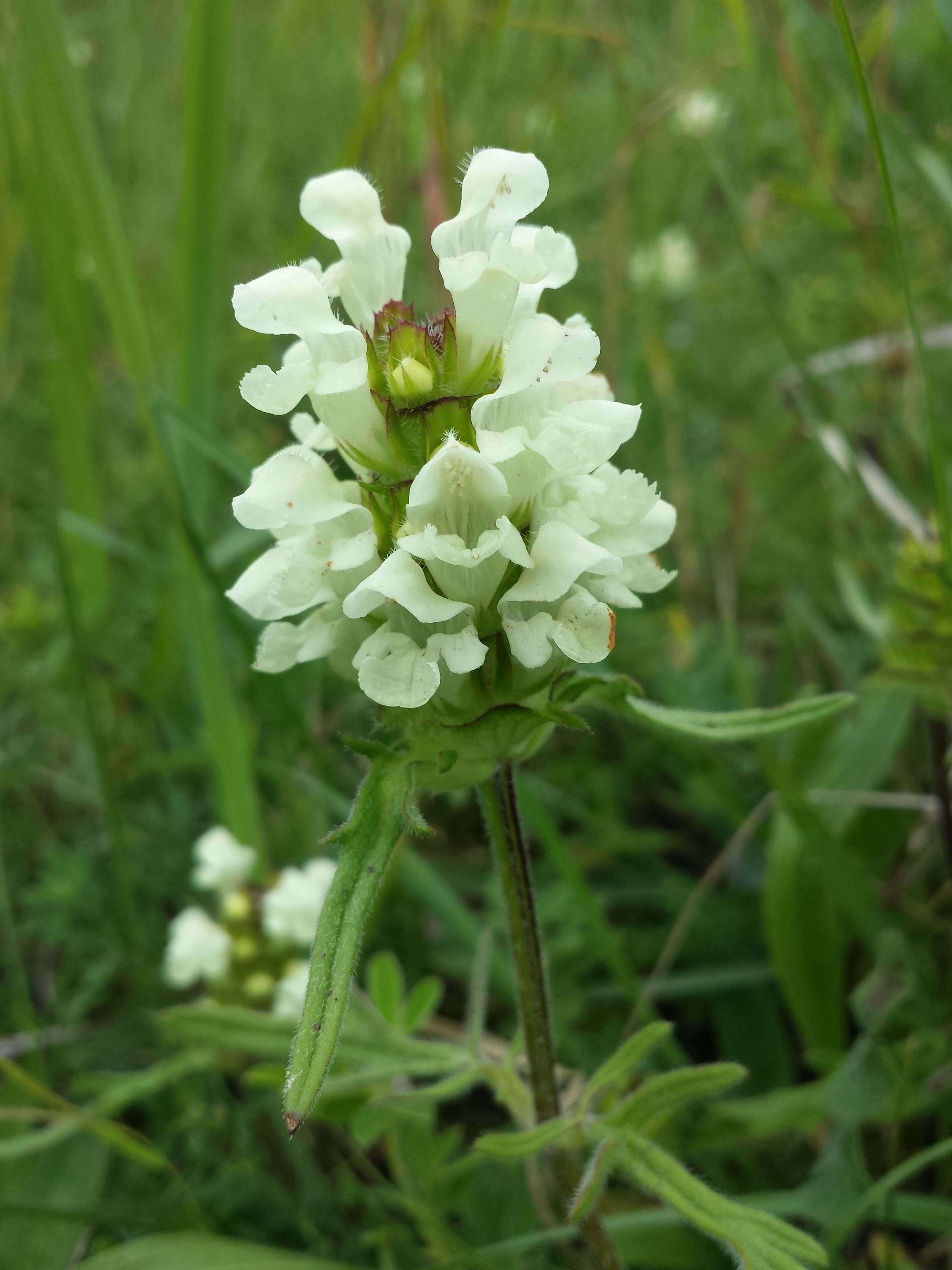
Inflorescència de Prunel·la blanca
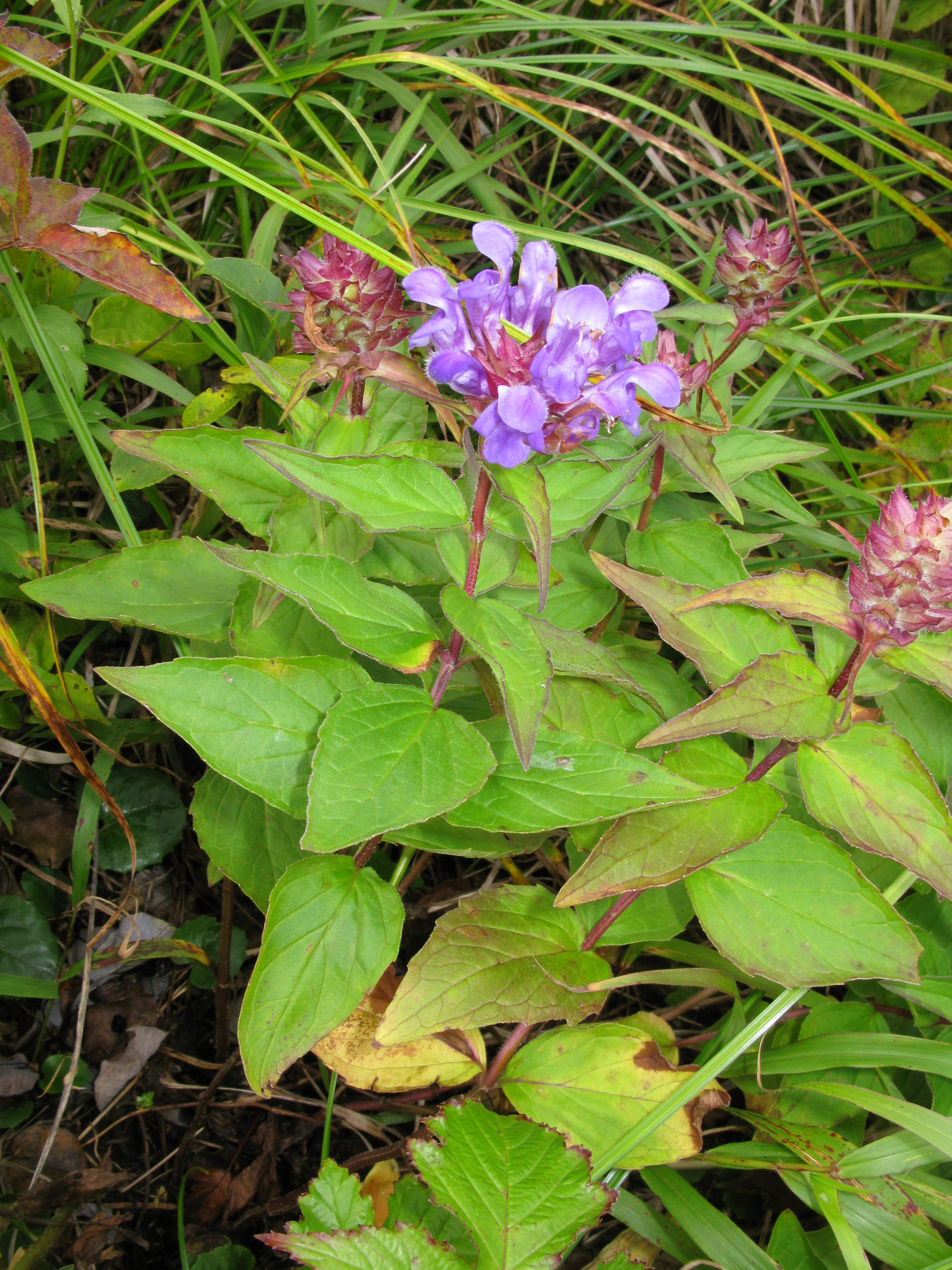
Prunella prunelliformis
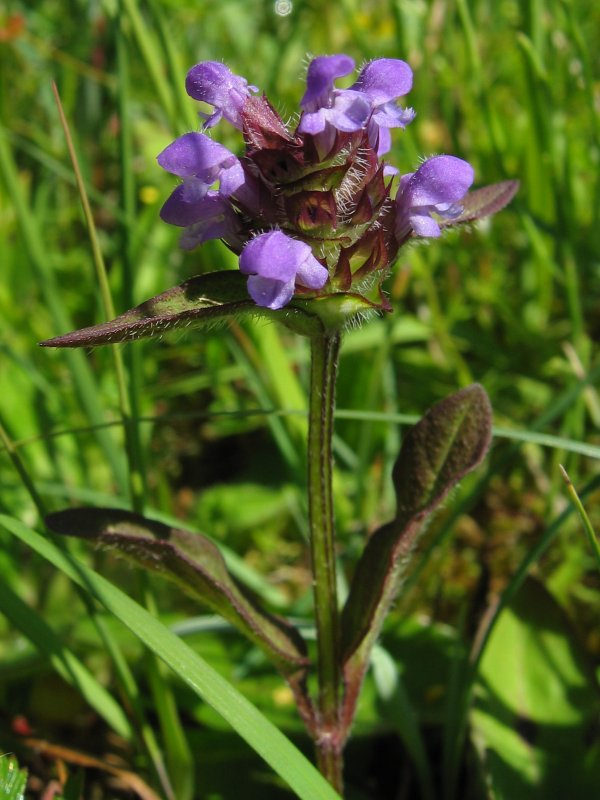
Inflorescència de prunel·la vulgar
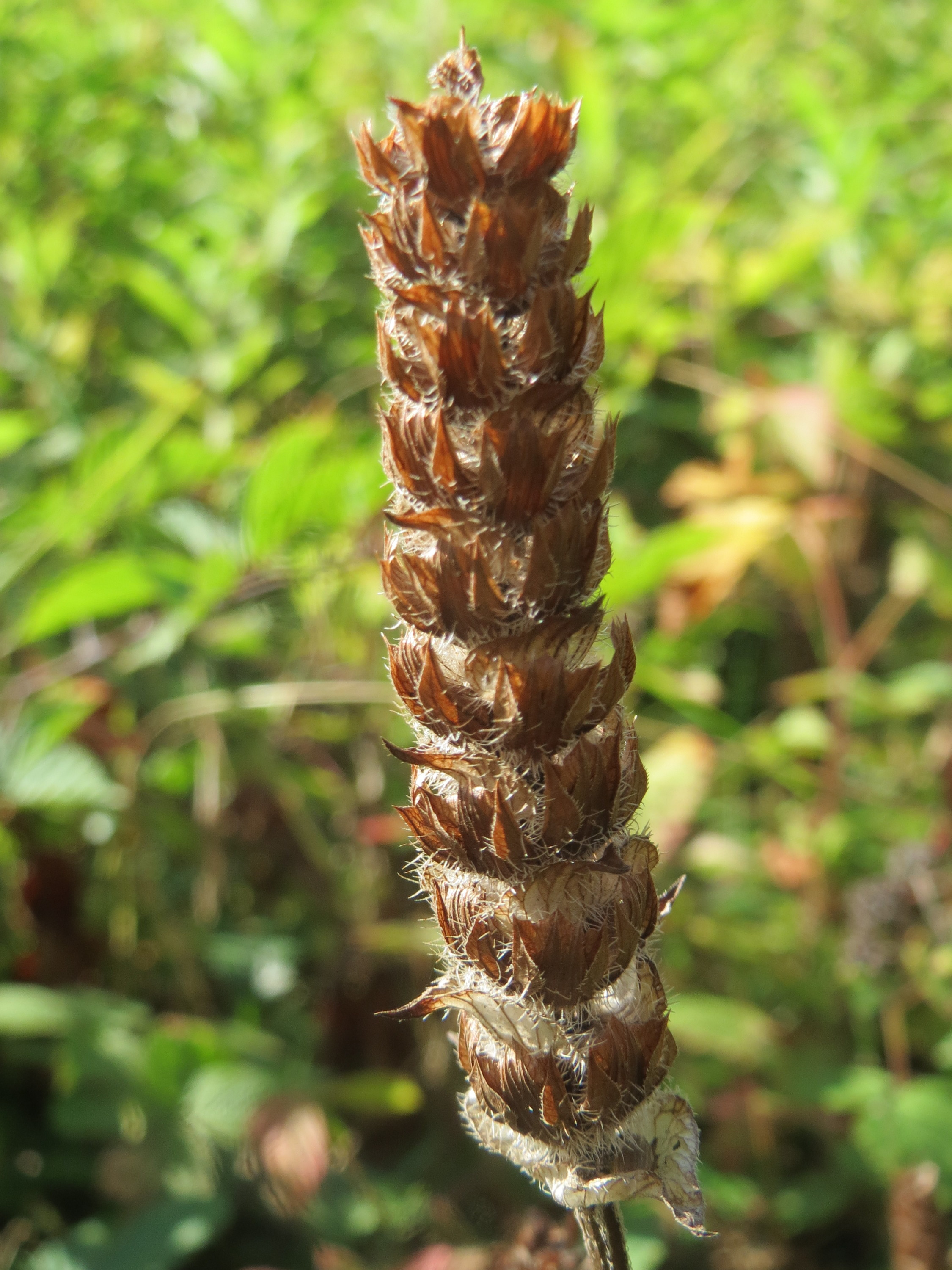
Infructiscència de prunel·la vulgar